# ليغو باتمان (فلم)
ليغو باتمان (بالإنجليزية: The Lego Batman Movie) هو فيلم تحريك حاسوبي ثلاثي الأبعاد أصدر في يناير 2017 وهو فيلم بطل خارق وفيلم كوميدي أخرجه كريس مكاي (Chris McKay) وهو إنتاج دولي مشترك بين الولايات المتحدة، أستراليا والدانيمارك

## روابط خارجية
- مقالات تستعمل روابط فنية بلا صلة مع ويكي بيانات